# Los que se van
Los que se van es un libro de cuentos publicado en 1930 por los escritores ecuatorianos Demetrio Aguilera Malta, Joaquín Gallegos Lara y Enrique Gil Gilbert, miembros del llamado Grupo de Guayaquil. La obra es considerada el libro de cuentos más famoso de la literatura ecuatoriana, además de haber marcado la ruptura definitiva con la literatura costumbrista que dominaba en ese entonces la escena literaria local.
La obra es una recopilación de 24 relatos breves donde los autores plasmaron una muestra de la vida del campesino costeño del Ecuador. Ambientada en el campo de la costa ecuatoriana, los cuentos narran la historia de varios personajes que representan al montubio y al cholo en su diario vivir en la pobreza y su relación con su entorno como lo son su familia y el campo.
El libro fue publicado en 1930 por la editorial Zea y Paladines, en Guayaquil. Al momento de su publicación recibió fuerte rechazo por círculos que criticaron su crudeza, el uso del lenguaje y lo que consideraban como exageración en las historias. Se acusó así mismo a los autores de querer provocar escándalo internacional y desprestigiar al país al mostrar personajes movidos por la lujuria, el alcohol o los celos.

## Estilo y temáticas
Los cuentos de Los que se van están enmarcados en el realismo literario, movimiento que promovía la literatura como medio de retratar la realidad. Los relatos del libro hacen uso de varias de las características estilísticas del realismo, entre las que destacan: el uso de lenguaje coloquial, representación de escenas cotidianas narradas con verosimilitud, críticas a los problemas sociales de los sectores oprimidos y uso de arquetipos como medio para representar un colectivo.
Las temáticas de los cuentos varían de acuerdo a cada autor, aunque el deseo insatisfecho como motivador principal es recurrente a lo largo del libro. Los relatos de Aguilera Malta están poblados por protagonistas movidos por el deseo, además de contener varias escenas de violaciones y asesinatos en medio de ambientes marcadamente machistas. Joaquín Gallegos Lara se centra más en supersticiones y en retratar una naturaleza idealizada, aunque la lujuria es el primer motor de la mayoría de sus personajes. Por su parte, Enrique Gil Gilbert utiliza un lenguaje más lírico en sus cuentos, algunos de los cuales tratan sobre la naturaleza del mal y de la muerte, aunque la mujer como objetivo inalcanzable también se repite con frecuencia.

## Contenido
La obra está compuesta por 24 relatos: 8 por cada autor. Los cuentos son los siguientes:
| Cuento                                   | Autor                   |
| ---------------------------------------- | ----------------------- |
| «El malo»                                | Enrique Gil Gilbert     |
| «El guaraguao»                           | Joaquín Gallegos Lara   |
| «El cholo que odió la plata»             | Demetrio Aguilera Malta |
| «Er sí, ella no»                         | Joaquín Gallegos Lara   |
| «El cholo de la atacosa»                 | Demetrio Aguilera Malta |
| «Por guardar el secreto»                 | Enrique Gil Gilbert     |
| «El cholo del cuerito e venao»           | Demetrio Aguilera Malta |
| «La blanca de los ojos de color de luna» | Enrique Gil Gilbert     |
| «¡Era la mama!»                          | Joaquín Gallegos Lara   |
| «El cholo del tribón»                    | Demetrio Aguilera Malta |
| «Lo que son las cosas»                   | Enrique Gil Gilbert     |
| «Cuando parió la zamba»                  | Joaquín Gallegos Lara   |
| «Juan der diablo»                        | Enrique Gil Gilbert     |
| «El tabacazo»                            | Joaquín Gallegos Lara   |
| «El cholo que se vengó»                  | Demetrio Aguilera Malta |
| «Los madereros»                          | Joaquín Gallegos Lara   |
| «El cholo que se fue pa Guayaquil»       | Demetrio Aguilera Malta |
| «Montaña adentro»                        | Enrique Gil Gilbert     |
| «Al subir el aguaje                      | Joaquín Gallegos Lara   |
| «Tren»                                   | Enrique Gil Gilbert     |
| «El cholo de las patas e mulas»          | Demetrio Aguilera Malta |
| «Mardecido "llanto"»                     | Enrique Gil Gilbert     |
| «El cholo que se castró»                 | Demetrio Aguilera Malta |
| «La salvaje»                             | Joaquín Gallegos Lara   |